# Ashtar-Chemosh
Ashtar-Chemosh (/ˈæʃtɑr ˈkiːmɒʃ/; îm moabită: 𐤏𐤔𐤕𐤓𐤟𐤊𐤌𐤔 Aštār-Kamāš) este o zeiță venerată de vechii moabiți. Ea este menționată pe Stela Mesha ca o omologă feminină la Chemosh⁠(d). Ea poate fi identică cu Astarte.